# Truncatoflabellum
Truncatoflabellum is een uitgestorven geslacht van neteldieren uit de klasse van de Anthozoa (bloemdieren).

## Soorten
- Truncatoflabellum aculeatum (Milne Edwards & Haime, 1848)
- Truncatoflabellum angiostomum (Folkeson, 1919)
- Truncatoflabellum angustum Cairns & Zibrowius, 1997
- Truncatoflabellum arcuatum Cairns, 1995
- Truncatoflabellum australiensis Cairns, 1998
- Truncatoflabellum candeanum (Milne Edwards & Haime, 1848)
- Truncatoflabellum carinatum Cairns, 1989
- Truncatoflabellum crassum (Milne Edwards & Haime, 1848)
- Truncatoflabellum cumingii (Milne Edwards & Haime, 1848)
- Truncatoflabellum dens (Alcock, 1902)
- Truncatoflabellum formosum Cairns, 1989
- Truncatoflabellum gardineri Cairns in Cairns & Keller, 1993
- Truncatoflabellum inconstans (Marenzeller, 1904)
- Truncatoflabellum incrustatum Cairns, 1989
- Truncatoflabellum irregulare (Semper, 1872)
- Truncatoflabellum macroeschara Cairns, 1998
- Truncatoflabellum martensii (Studer, 1878)
- Truncatoflabellum mortenseni Cairns & Zibrowius, 1997
- Truncatoflabellum multispinosum Cairns in Cairns & Keller, 1993
- Truncatoflabellum paripavoninum (Alcock, 1894)
- Truncatoflabellum phoenix Cairns, 1995
- Truncatoflabellum pusillum Cairns, 1989
- Truncatoflabellum spheniscus (Dana, 1846)
- Truncatoflabellum stabile (Marenzeller, 1904)
- Truncatoflabellum stokesii (Milne Edwards & Haime, 1848)
- Truncatoflabellum trapezoideum (Keller, 1981)
- Truncatoflabellum truncum (Cairns, 1982)
- Truncatoflabellum vanuatu (Wells, 1984)
- Truncatoflabellum veroni Cairns, 1998
- Truncatoflabellum vigintifarium Cairns, 1999
- Truncatoflabellum zuluense Cairns & Keller, 1993